# Peixotoa anadenanthera
Peixotoa anadenanthera är en tvåhjärtbladig växtart som beskrevs av C. Anderson. Peixotoa anadenanthera ingår i släktet Peixotoa och familjen Malpighiaceae. Inga underarter finns listade i Catalogue of Life.